# Амиров, Ходжи
Ходжи Амиров (тадж. Ҳоҷӣ Амиров; 1933 год, кишлак Мадрушкат, Ленинабадская область, Таджикская ССР — 31 декабря 1994 год, кишлак Мадрушкат, Матчинский район, Согдийская область, Таджикистан) — бригадир комплексной механизированной бригады колхоза имени Куйбышева Матчинского района Таджикской ССР. Герой Социалистического Труда (1965). Депутат Верховного Совета СССР 6-го созыва.

## Биография
Родился в 1933 году в крестьянской семье в кишлаке Мадрушкат Ленинабадской области. Получил среднее образование. С 1952 года трудился слесарем на автобазе. С 1953 по 1956 года проходил срочную службу в Советской Армии. По возвращении из армии работал некоторое время на прежнем месте работы в автобазе. С 1958 года — тракторист колхоза имени Куйбышева Матчинского района, с 1961 года — механик-водитель хлопкоуборочной машины. В 1962 году вступил в КПСС.
В 1963 году назначен бригадиром комплексной тракторно-полеводческой бригады в колхозе имени Куйбышева Матчинского района. Бригада Ходжи Амирова на протяжении нескольких лет сдавала колхозу высокие урожаи хлопка-сырца и занимала передовые места в социалистическом соревновании среди хлопководов Таджикской ССР.
Указом Президиума Верховного Совета СССР от 3 апреля 1965 года «за выдающиеся заслуги в развитии сельского хозяйства и промышленности Таджикской ССР» удостоен звания Героя Социалистического Труда с вручением ордена Ленина и золотой медали «Серп и Молот».
Неоднократно принимал участие во Всесоюзной выставке ВДНХ.
Избирался депутатом Верховного Совета СССР 6-го созыва (1962—1966), членом ЦК Компартии Таджикистана (1964—1966), ЦК ЛКСМ Таджикистана (1963—1965).
После выхода на пенсию проживал в родном кишлаке Мадрушкат Матчинского района Согдийской области.
Скончался в 1994 году.
Награды
- Герой Социалистического Труда
- Орден Ленина
- Золотая (02.06.1965) и две серебряные медали ВДНХ.
- Заслуженный механизатор Таджикской ССР.